# Marian Szymczak
Marian Wincenty Szymczak – polski astronom, profesor nauk fizycznych.

## Życiorys
W 1991 r. obronił pracę doktorską Wybrane mechanizmy asymetrii emisji maserowej rodnika OH w otoczkach gwiazdowych, której promotorem był prof. Stanisław Gorgolewski, w 2001 r. habilitował się na podstawie pracy zatytułowanej Interferometryczne i polarymetryczne obserwacje struktury emisji maserowej drobiny OH otoczek wyewoluowanych gwiazd. W 2013 r. uzyskał tytuł profesora nauk fizycznych.
Został zatrudniony na stanowisku profesora w Instytucie Astronomii na Wydziale Fizyki, Astronomii i Informatyki Stosowanej Uniwersytetu Mikołaja Kopernika w Toruniu, oraz jest członkiem Komitetu Narodowego do spraw Współpracy z Międzynarodową Unią Nauk Radiowych (URSI) Prezydium PAN.